# Società Sportiva Enotria 1923-1924
Questa pagina raccoglie i dati riguardanti la Società Sportiva Enotria nelle competizioni ufficiali della stagione 1923-1924.

## Rosa
| N. |                   | Ruolo | Calciatore    |
| -- | ----------------- | ----- | ------------- |
|    | Italia (bandiera) | P     | Chirulli      |
|    | Italia (bandiera) | P     | De Florio     |
|    | Italia (bandiera) | P     | Giancola      |
|    | Italia (bandiera) |       | Arzeni        |
|    | Italia (bandiera) |       | De Cesare     |
|    | Italia (bandiera) |       | De Pasquale I |
|    | Italia (bandiera) |       | Friuli III    |
|    | Italia (bandiera) |       | Lo Prieno II  |
|    | Italia (bandiera) |       | Magliocca     |

| N. |                   | Ruolo | Calciatore |
| -- | ----------------- | ----- | ---------- |
|    | Italia (bandiera) |       | Magri      |
|    | Italia (bandiera) |       | Marconi IV |
|    | Italia (bandiera) |       | Marinelli  |
|    | Italia (bandiera) |       | Miraglia   |
|    | Italia (bandiera) |       | Monopoli   |
|    | Italia (bandiera) |       | Perella    |
|    | Italia (bandiera) |       | Rambaldi   |
|    | Italia (bandiera) |       | Senno      |
|    | Italia (bandiera) |       | Talamo     |

## Risultati

### Prima Divisione

#### Girone pugliese

##### Girone di andata
| Arbitro: | Pelagiano (Taranto) |

|           |           |  |
| Senno 42’ | Marcatori |  |

| Arbitro: | Palagiano (Taranto) |

|                                            |           |              |
| Gallo 18’, 36’ Manzoni 32’ Lo Prieno I 88’ | Marcatori | 23’ Miraglia |

| Arbitro: | Galassi (Roma) |

|               |           |  |
| Marinelli 20’ | Marcatori |  |

| Arbitro: | Palumbo (Taranto) |

|              |           |                     |
| Marinelli 4’ | Marcatori | 31’ (rig.) Sartoris |

| Taranto 9 dicembre 1923 5ª giornata | Pro Italia        | 0 – 2 A tav. | Enotria Taranto | \| Arbitro: \| Palumbo (Taranto) \| |
| Arbitro:                            | Palumbo (Taranto) |              |                 |                                     |

##### Girone di ritorno
| Arbitro: | Ricci |

|           |           |           |
| Comei 54’ | Marcatori | 88’ Senno |

| Arbitro: | Mastroserio (Bari) |

|                                     |           |  |
| Arzeni 25’ De Pasquale I 37’ (rig.) | Marcatori |  |

| Arbitro: | Molinari (Bari) |

|           |           |  |
| Vacca 23’ | Marcatori |  |

| Arbitro: | Galassi (Roma) |

|                                     |           |              |
| Costantino 21’ Mastroserio 65’, 85’ | Marcatori | 35’ Miraglia |

| Arbitro: | Cinti (Taranto) |

|  |           |             |
|  | Marcatori | 50’ Cazzato |

## Statistiche

### Statistiche di squadra
| Competizione                      | Punti | In casa | In casa | In casa | In casa | In casa | In casa | In trasferta | In trasferta | In trasferta | In trasferta | In trasferta | In trasferta | Totale | Totale | Totale | Totale | Totale | Totale | DR |
| Competizione                      | Punti | G       | V       | N       | P       | Gf      | Gs      | G            | V            | N            | P            | Gf           | Gs           | G      | V      | N      | P      | Gf     | Gs     | DR |
| --------------------------------- | ----- | ------- | ------- | ------- | ------- | ------- | ------- | ------------ | ------------ | ------------ | ------------ | ------------ | ------------ | ------ | ------ | ------ | ------ | ------ | ------ | -- |
| Prima Divisione (girone pugliese) | 10    | 5       | 3       | 1       | 1       | 5       | 2       | 5            | 1            | 1            | 3            | 5            | 9            | 10     | 4      | 2      | 4      | 10     | 11     | -1 |

### Statistiche dei giocatori
| Giocatore       | Prima Divisione | Prima Divisione |
| Giocatore       | Presenze        | Reti            |
| --------------- | --------------- | --------------- |
| Arzeni          | 10              | 1               |
| Chirulli        | 4               | -5              |
| De Cesare       | 10              | 0               |
| De Florio       | 5               | -2              |
| De Pasquale (I) | 10              | 1               |
| Friuli (III)    | 8               | 0               |
| Giancola        | 1               | -4              |
| Lo Prieno (II)  | 1               | 0               |
| Magliocca       | 1               | 0               |
| Magri           | 1               | 0               |
| Marconi (IV)    | 1               | 0               |
| Marinelli       | 10              | 2               |
| Miraglia        | 10              | 2               |
| Monopoli        | 1               | 0               |
| Perella         | 10              | 0               |
| Rambaldi        | 10              | 0               |
| Senno           | 8               | 2               |
| Talamo          | 9               | 0               |